# Université Shahid-Beheshti
L'université Shahid-Beheshti est une université publique iranienne située à Téhéran. Elle est une des plus grandes et plus notables universités de l'Iran. 

## Historique
L'université Shahid Beheshti a été fondée en mars 1959.

## Départements
- Département de la littérature et des sciences humaines
- Département de droit
- Département des sciences
- Département de la comptabilité
- Département du génie informatique
- Département de la géologie
- Département des mathématiques
- Département du génie civil
- Département d'art plastique et culinaire (créé en 2014)

## Personnalités liées à l'université

### Professeurs
- Fereydoun Abbasi Davani
- Mostafa Mohaghegh Damad
- Majid Shahriari
- Ahmadreza Zolfaghari Daryani
- Abdulhamid Minouchehr

### Étudiants
- Fereydoun Abbassi Davani
- Masoumeh Ebtekar
- Kourosh Yaghmaei
- Alireza Khamseh
- Seyed Hossein Mirfakhar
- Shahindokht Molaverdi
- Mir Hossein Moussavi
- Mohsen Tanabandeh
- Mahmoud Vahidnia